# دايفيد جون هايوارد
دايفيد جون هايوارد (بالإنجليزية: David John Hayward)‏ هو لاعب اتحاد الرغبي بريطاني، ولد في 1 مارس 1934 في Crumlin, Caerphilly ‏ في المملكة المتحدة، وتوفي في 12 نوفمبر 2003.